# Camilla Läckberg
Camilla Läckberg, nome completo  Jean Edith Camilla Läckberg Eriksson  (Fjällbacka, 30 agosto 1974), è una scrittrice svedese i cui romanzi si svolgono all'interno o intorno al paese in cui è nata e cresciuta, Fjällbacka, sulla costa occidentale della Svezia.

## Biografia
Dopo gli studi e la laurea in Economia all'Università di Göteborg si trasferisce nella capitale Stoccolma dove lavora nel marketing, attività che abbandona per dedicarsi a tempo pieno alla scrittura che già costituiva una sorta di hobby.

### Produzione letteraria
Läckberg ha pubblicato undici romanzi e due collezioni di racconti. La sua serie di libri è stata una delle più vendute in Svezia e anche a livello internazionale. In totale Camilla Läckberg ha venduto venti milioni di copie e la sua serie è stata venduta in cinquanta paesi.
I suoi primi due romanzi criminali, con protagonisti l'ispettore di polizia Patrik Hedström e la scrittrice Erica Falck, Isprinsessan (La principessa di ghiaccio) e Predikanten (Il predicatore) sono stati lodati dalla stampa e hanno trovato velocemente una grossa cerchia di lettori. La principessa di ghiaccio ha vinto in Francia il Grand Prix de Littérature Policière. Ma il vero successo è arrivato con Stenhuggaren (Lo scalpellino), che nel 2005 è stato nominato il miglior romanzo criminale svedese dell'anno dalla Svenska Deckarakademin (Accademia svedese di libri gialli) assieme a Olycksfågeln (L'uccello del malaugurio) e Tyskungen (Il bambino segreto), che sono stati i libri principali del Club letterario Bonniers.
I suoi primi quattro libri sono stati trasposti in film per la TV e sono stati trasmessi sull'emittente svedese SVT nell'autunno del 2007. SVT ha anche trasmesso Fjällbackamorden, una serie TV basata sulle figure romanzesche dei gialli della Läckberg. La serie Fjällbackamorden è stata prodotta dalla compagnia Tre Vänner, che ha anche trasposto in film il romanzo Tyskungen (Il bambino segreto). La prima cinematografica in Svezia de Tyskungen (Il bambino segreto) si è tenuta il 28 giugno 2013. Nel 2014 il canale televisivo Laeffe ha trasmesso in italiano la serie TV Fjällbackamorden con il titolo Omicidi tra i fiordi.
Ha ideato storie originali per film e televisione, tra cui la serie Netflix Glaskupan: La cupola di vetro andata in onda nel 2025.
Ha anche scritto due libri di cucina e, ispirandosi ad uno dei figli, una serie di racconti per bambini.

### Apparizioni televisive e cinematografiche
Insieme a Denise Rudberg è stata presentatrice del programma di letteratura Läckberg & Rudberg, che è stato trasmesso nell'inverno 2007-2008. Ha anche rappresentato sé stessa in una puntata su TV 4 della serie-commedia Välkommen åter (“Benvenuti nuovamente”). Camilla Läckberg ha partecipato nel 2012 a Let's Dance su TV4, dove ha concluso al quarto posto su un totale di dieci partecipanti.
Dopo Let's Dance la Läckberg ha gareggiato nella danza con Stefano Oradei, campione svedese di ballo latino. Läckberg ha avuto un cameo nel film di Ruben Östlund Triangle of Sadness (2022).

### Altri incarichi
Läckberg è comproprietaria dell'azienda di gioielli Sahara Silversmycken che è stata avviata dalla designer Lovisa Wester Bäckström – una compagna di corso nella Scuola Superiore di Commercio.
Camilla Läckberg conduce la società musicale One Spoon Music insieme al produttore e scrittore di canzoni Pelle Nylén. Camilla Läckberg è ambasciatrice per l'organizzazione Barncancerfonden dal febbraio 2012, e ha preso parte a molte raccolte fondi di questa organizzazione.
Nel 2015 è uscita la canzone Ett gott nytt år (“Un buon anno nuovo”) con Mathias Holmgren per la quale Camilla Läckberg ha scritto il testo.
Läckberg ha scritto il testo della canzone Himmel för två ("Cielo per due"), con la quale la cantante Anna Book avrebbe dovuto gareggiare nel Melodifestivalen 2016. La canzone venne però squalificata due giorni prima della trasmissione, in quanto musicalmente uguale a "Taking care of a broken heart" con cui Felicia Dunaf - cantante moldava - aveva partecipato alle selezioni per l'Eurovision Song Contest 2014.
Nel 2017 Camilla Läckberg ha avviato Invest In Her AB insieme alla direttrice Christina Saliba, una compagnia di investimenti che si occupa di sostenere lo sviluppo di prodotti e servizi in favore delle donne, oltre che di favorire il possedimento femminile.

## Vita privata
Läckberg si è sposata per la prima volta con Micke Eriksson; i due però hanno divorziato nel 2007. Secondo il diritto svedese, in qualità di ex marito di Läckberg, Eriksson aveva diritto alla metà delle entrate derivanti dai contratti firmati durante il loro matrimonio. Alla fine fu concordato che lei gli avrebbe pagato una somma forfettaria. 
Läckberg si è sposata per la seconda volta nel 2010 con Martin Melin, poliziotto e vincitore della Expedition Robinson., e insieme hanno avuto un figlio nel 2009. I due si sono lasciati nel 2014. 
Nel 2015, si è fidanzata con Simon Sköld, lottatore di MMA, e i due si sono sposati nel 2017. Insieme hanno avuto una bambina, nel 2016.
Camilla Läckberg vive a Enskede e ha quattro figli: Wille e Meja dal primo matrimonio, Charlie dal secondo e Polly dalla sua relazione con Sköld. Charlie è anche il soggetto del primo libro per bambini di sua madre, Super-Charlie..

## Opere

### Serie "I delitti di Fjällbacka"
1. 2002 – La principessa di ghiaccio (Isprinsessan)
2. 2004 – Il predicatore (Predikanten)
3. 2005 – Lo scalpellino (Stenhuggaren)
4. 2006 – L'uccello del malaugurio (Olycksfågeln)
5. 2007 – Il bambino segreto (Tyskungen)
6. 2008 – La sirena (Sjöjungfrun)
7. 2009 – Il guardiano del faro (Fyrvaktare)
8. 2011 – Il segreto degli angeli (Änglamakerskan)
9. 2014 – Il domatore di leoni (Lejontämjaren)
10. 2017 – La strega (Häxan)
11. 2022 – Il figlio sbagliato (Gökungen)

### Serie "Martin Molin"
- 2013 – Tempesta di neve e profumo di mandorle (Mord och mandeldoft)

### Serie "Faye"
- 2019 – La gabbia dorata (En bur av guld, 2019)
- 2020 – Ali d'argento (Vingar av silver, 2020)

### Serie "Hämndserien"
- 2018 – Donne che non perdonano (Kvinnor utan nåd, 2021)
- 2021 – Il gioco della notte (Gå i fängelse, 2021)

### Serie "Mina Dabiri e Vincent Walder"(scritta con Henrik Fexeus)
- 2021 – Il codice dell'illusionista (Box, 2021)
- 2022 – La setta (Kult, 2022)
- 2024 - Il miraggio (Mirage, 2023)

### Libri di cucina.
- 2008 – Smaker från Fjällbacka (libro di cucina, inedito in italiano) con Christian Hellberg
- 2011 – Fest, mat och kärlek (libro di cucina, inedito in italiano) con Christian Hellberg.

### Fumetti
- 2011 – Super-Charlie (fumetto, inedito in italiano)

### Saggi
- 2011 – A scuola di Giallo: guida in 7 passi per aspiranti scrittori di gialli (saggio, ebook gratuito)

### Sceneggiature
- 2020 - Hammarvik - Amori e altri omicidi - (serie TV) 4 stagioni